# Charles Edwin Fripp
Charles Edwin Fripp (Londra, 4 settembre 1854 – Montreal, 1906) è stato un pittore e illustratore britannico.

## Biografia
Era figlio del pittore George Arthur Fripp, a sua volta appartenente ad una famiglia dalla forte propensione artistica: suo bisnonno era il pittore Nicholas Pocock, così come suo zio Alfred Downing Fripp e suo fratello Thomas William Fripp, mentre l'altro fratello Robert McKay Fripp fu uno dei principali esponenti del movimento architettonico Arts and Crafts in Canada.

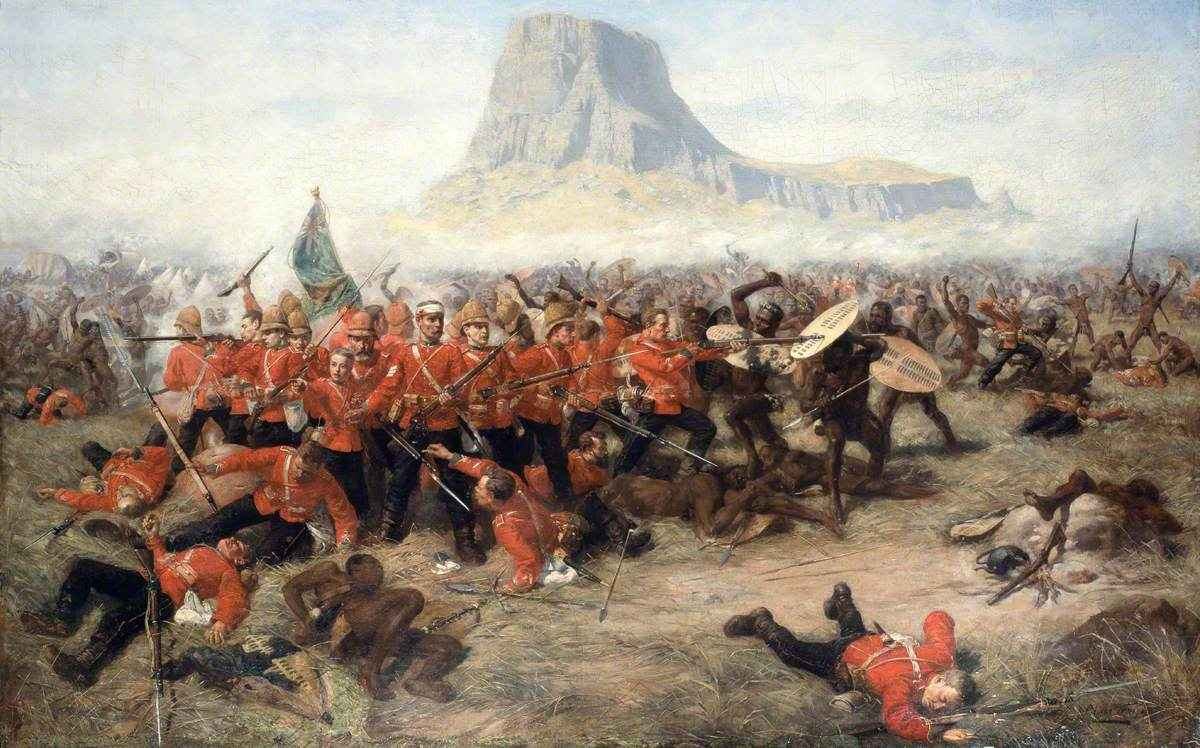
L'ultima resistenza a Isandlwana

Affiliato fin da giovane alla Royal Watercolour Society, venne assunto come illustratore dal quotidiano The Graphic. Specializzatosi in soggetti bellici, fu inviato in Sudafrica come corrispondente per la guerra anglo-zulu del 1879; al seguito dell'esercito inglese fu tra i primi a tornare nel Regno Zulu dopo la sconfitta subita dai britannici nella battaglia di Isandlwana, sul cui campo di battaglia i caduti inglesi giacevano ancora insepolti nonostante fossero passate già molte settimane. Fripp, turbato dalla visione, ne fu ispirato per realizzare il suo lavoro più famoso, L'ultima resistenza a Isandlwana, che tuttavia terminò solo nel 1885. Il ritratto, nonostante la sua indubbia qualità, ebbe tuttavia poco successo quando venne esposto alla Royal Academy of Arts, a causa della riluttanza del pubblico inglese a ricordare la pesante disfatta di pochi anni prima.
Negli anni successivi continuò a fare l'inviato di guerra, documentando tutti i principali conflitti del tardo XIX secolo, segnatamente le guerre boere, la prima guerra sino-giapponese e la guerra filippino-americana. Ritiratosi infine in Canada, visse dapprima nella Columbia Britannica e infine si trasferì a Montreal, dove morì nel 1906.